# Capnodium hibiscicola
Capnodium hibiscicola är en svampart som beskrevs av A. Pande 2008. Capnodium hibiscicola ingår i släktet Capnodium och familjen Capnodiaceae.   Inga underarter finns listade i Catalogue of Life.